# Coniac
Coniacul este o băutură alcoolică tare, obținută prin distilarea anumitor sorturi de vin și păstrarea produsului respectiv în butoaie de stejar. Denumirea cognac o poartă numai produsul învechit obținut prin distilarea vinurilor din regiunea viticolă cu același nume din Franța. Distilatul învechit de vin este cunoscut în România sub numele de vinars.

## Soiuri de struguri
Studiul ampelografic al soiurilor precizează părțile componente ale strugurelui, raporturile cantitative și calitative ce există între acestea și compoziția lor chimică.
Pe baza studiului uvologic se ajunge la asocierea soiurilor în sortimente tehnologice, dând posibilitatea oenologului să stabilească care sunt cele mai eficiente scheme tehnologice a strugurilor în obținerea unor categorii și tipuri de vin sau a altor produse pe bază de struguri, must și vin. Totodată studiul uvologic permite să se compare indicii cantitativi și calitativi ai produsului finit, cu cei ai strugurilor din care a provenit, putându-se astfel exercita un control eficient asupra procedeului tehnologic folosit.
În scopul unei complete caracterizări a strugurilor ca materie primă pentru prepararea unui produs vinicol, trebuie să se pornească de la cunoașterea caracteristicilor uvologice și a însușirilor tehnologice a fiecărui soi, întrucât nu există cel puțin în etapa actuală, un soi de struguri care să poată fi utilizat la obținerea oricărui produs vinicol.
Schema tehnologică utilizată, trebuie astfel aleasă, încât să pună în evidență, în produsul finit, toate particularitățile soiului folosit ca materie primă la obținerea produsului respectiv.

## Moduri de obținere a distilatelor de vin
Distilatele de vin sunt produse obținute, după cum arată și numele, prin distilarea vinurilor. În această categorie, produsul de referință îl constituie coniacul, obținut prima dată în Franța. Coniacul este un distilat învechit de vin, cu o tărie alcoolică de 38 – 50 vol %, caracterizat printr-o culoare galben – aurie – chihlimbărie și cu aromă fină de vanilie și alte nuanțe plăcute, care îi ridică în mod considerabil valoarea olfacto – gustativă.
Calitatea distilatului învechit de vin, ca produs finit, depinde în mod esențial de trei factori : calitatea materiei prime, procedeul de distilare a vinului, modul de învechire a distilatului.

## Vinul materie primă pentru distilate
Pentru obținerea unor distilate învechite, de înaltă calitate, se folosesc numai vinuri albe, tinere și perfect sănătoase, fără defecte de natură fizico-chimice, biochimică sau de miros.
Vinurile destinate distilării trebuie să prezinte un grad alcoolic sub 10 vol %( de preferință 8 – 9 vol % ) și să aibă o aciditate volatilă scăzută ( sub 0.4 g/l în H2SO4) iar cea fixă să fie cât mai mare ( 6 – 7 g/l H2SO4 ) să nu fie bogate în taninuri, iar extractul nereducător să nu depășească 16 – 17 g/l; conținutul de zahăr rezidual să fie sub 2 g/l; să conțină proporții cât mai scăzute în SO2; conținutul de fier să nu depășească 4 mg/l.
La obținerea vinurilor cu însușirile și caracteristicile menționate, concurează o serie de factori naturali și o tehnologie foarte riguroasă.
Sunt favorabile zonele viticole mai nordice, unde aciditatea din struguri nu este diminuată prea mult prin combustionarea respiratorie. Rezultate excelente se obțin când plantațiile sunt situate pe soluri calcaroase.
Se folosesc numai soiurile albe și de mare producție; chiar dacă în struguri se acumulează proporții reduse de zaharuri, dar cu conținuturi ridicate în aciditate. în celebra podgorie franceză Cognac se folosesc în principal soiurile Folle Blanche, Saint Emillion și Colombard, care dau vinuri cu grad alcoolic scăzut, foarte acide și subțiri sub raportul extractivității.
În România zonele viticole și soiurile potrivite în această direcție s-au dovedit a fi: Odobești și Panciu cu soiurile Plăvaie și Galbenă de Odobești; zona Sibiului și podgoria Apold cu soiurile Fetească regală, Iordană; Drăgășani cu soiurile Bășicată, Braghină, Gordan; Huși cu soiurile Plăvaie, Zghihară.

### Tehnologia de obținere a vinurilor materie primă
Aceasta prezintă unele particularități care o deosebesc în bună măsură de celelalte. Astfel, la vinificație se folosesc numai struguri perfect sănătoși, întrucât se cere o prelucrare lipsită aproape în totalitate de SO2.
Prezența în must și apoi în vin a SO2, folosit în cazul recoltelor avariate, creează cel puțin două situații incompatibile cu realizarea unor distilate învechite de calitate superioară: prima se referă la formarea de către levuri în timpul fermentației, a unor proporții mari de aldehidă acetică ( în vederea blocării SO2 ), constituent care impune o riguroasă separare a “frunții “ ; a doua se referă la trecerea unei părți din SO2 în distilat care frânează procesele de învechire, datorită caracterului său puternic reducător.